# 茶業
次の写真の提供を願います。
1. 1.茶農の人々が茶畑の手入れをするために働いている写真
2. 2.収穫（茶摘み）期に、人々が忙しく働いている写真
3. 3.荒茶作りの工程の写真
4. 4.茶商が茶を買い付け、仕入れしている写真
5. 5.茶商が茶の火入れ、合組（ブレンド）を行っている写真
6. 6.茶葉の量り売りをしている店の店頭、茶葉が並ぶ棚あたりなど
7. 7.ペットボトル茶を製造している工場の製造ラインの写真

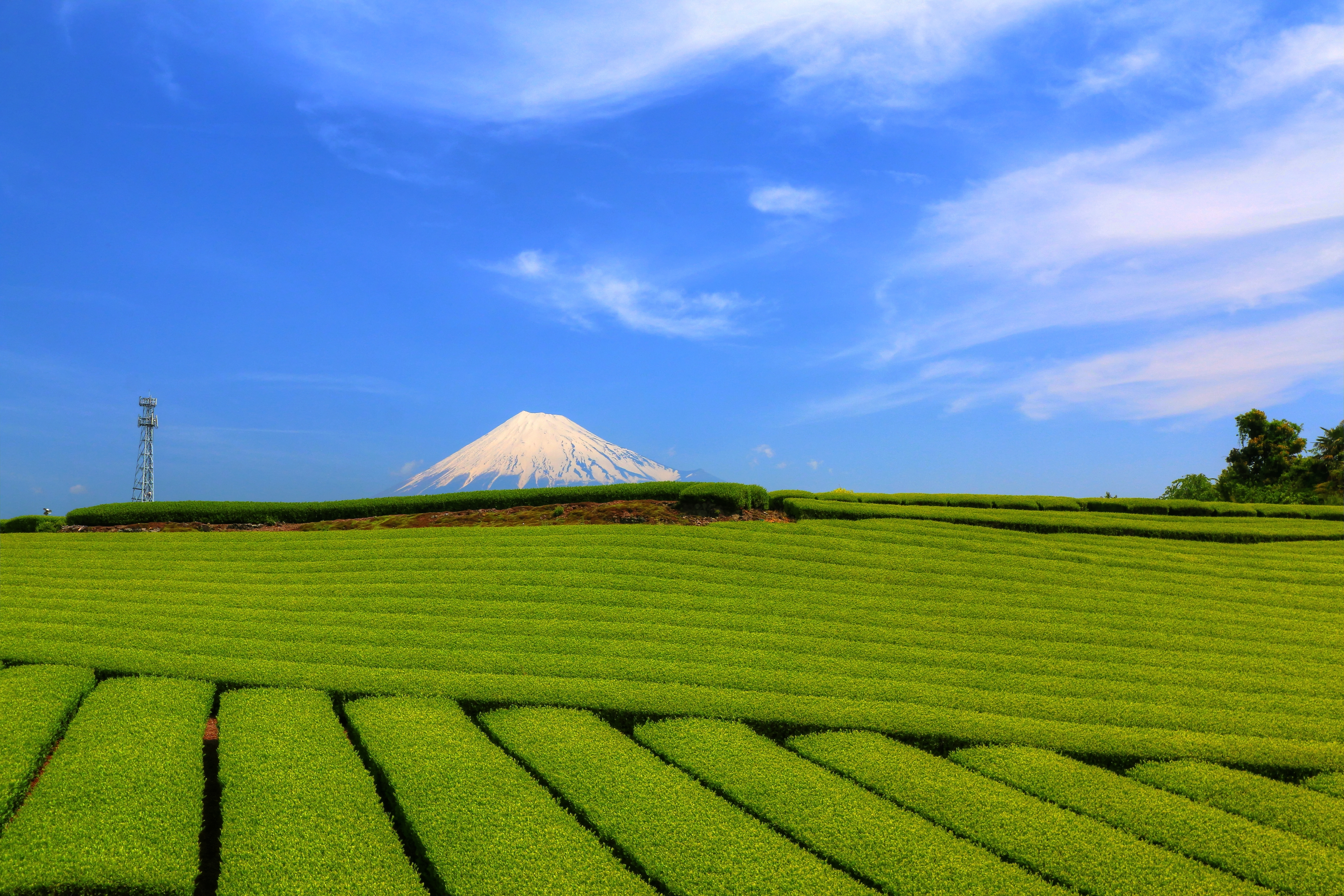
茶畑

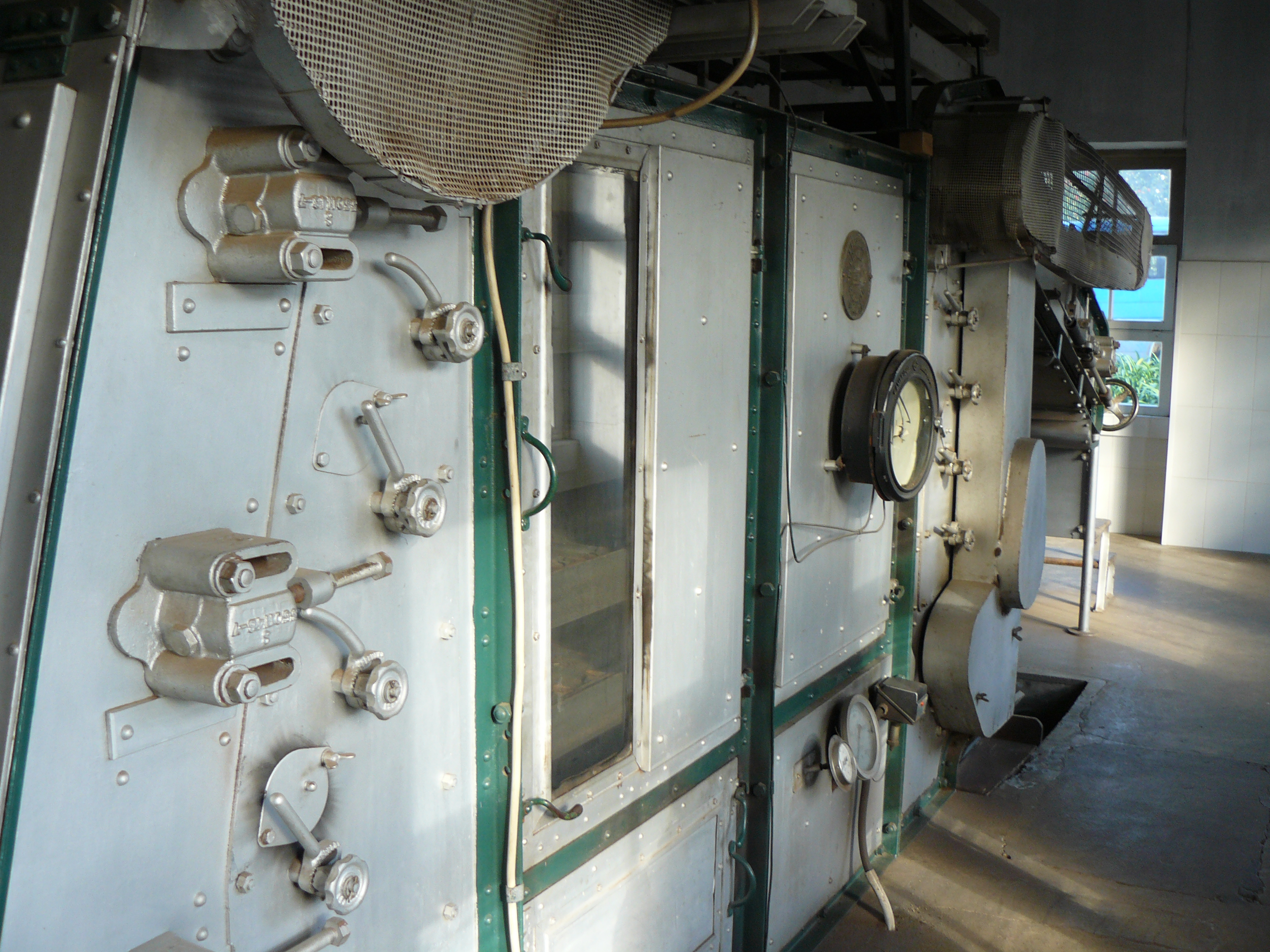
茶の乾燥

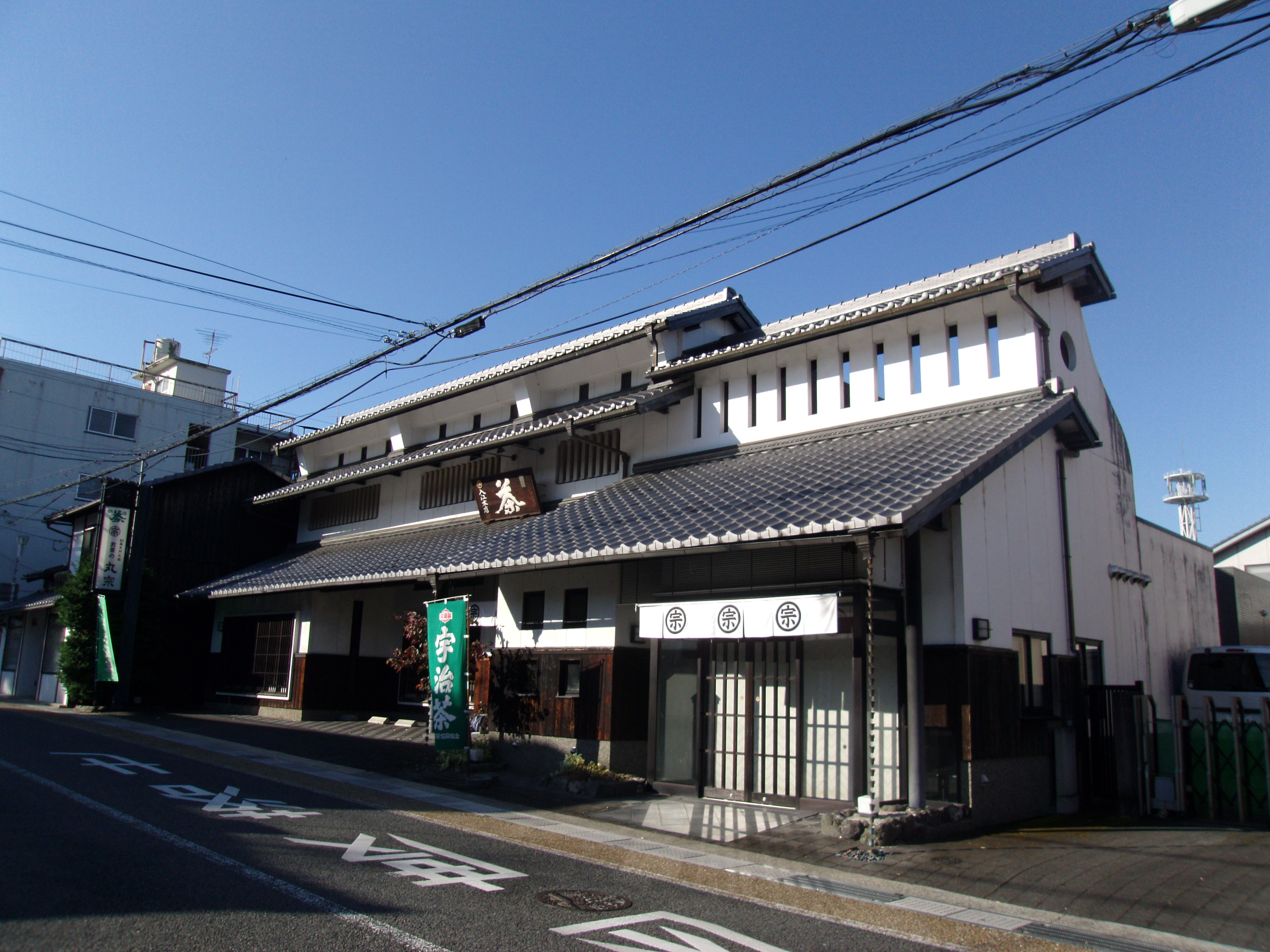
茶問屋

茶業（ちゃぎょう）は、茶の栽培、製造、販売の総称。茶の栽培や製造（製茶）や流通に関わる産業。
具体的には、茶農による茶園（茶畑）でのチャノキの栽培、収穫（茶摘み）と荒茶加工、商工業者（茶商）への引き渡しと保存、出荷直前の仕上げ加工、および茶舗などでの販売などである。
なお1990年に伊藤園がペットボトル入りのお茶を発売してからは、ペットボトル茶などの「茶飲料」の売上が伸びてゆき、2007年（平成19年）には「茶飲料」の販売金額が茶葉の販売金額を超えたので、現在ではペットボトルの茶飲料の製造が茶業を牽引しているとも言える状況になっている。
また茶業は、茶鋏の製造や製茶加工プラントの建造など茶の生産・流通に関係するすべてのことを含みうる。「茶業振興」などと言う場合は茶に関連する産業全体のこと指す。

## 産地
生産量で特に突出しているのは静岡県で、日本のお茶の40％以上の生産量を誇る。栽培面積、生産量ともに全国1位。牧ノ原台地、富士山麓、安倍川、天竜川、大井川など、お茶栽培に適した自然環境があり銘産地が並ぶ。静岡は煎茶や深蒸し茶の生産が主流だが、岡部町は玉露の産地としても有名。
鹿児島県は平坦な茶園が多く摘採の効率化が進んでおり、生産量は静岡県に次いで全国第2位を誇る。温暖な気候を活かし新茶の摘み取りが4月上旬から始まり「日本一早い新茶」の産地として有名。「知覧茶」「頴娃茶」「枕崎茶」などが有名ブランド。
愛知県の西尾市は、抹茶（碾茶）の生産量が全国一で、そこで生産される西尾茶は有名な高級茶である。
京都の宇治は、その歴史の長さや、高品質の茶を生産していることで知名度が高い。
なお、お茶の樹は、もともとは亜熱帯原産の常緑植物だったが、近年は北緯45度から南緯45度の地域で広く栽培されており、日本では北は青森県から南は沖縄県まで広範囲で栽培されているが、お茶の「経済的流通のある栽培地」としての北限は、新潟県村上市と茨城県久慈郡大子町を結んだ線付近とされている。それより北ではごくわずかに栽培されているものの内々で消費するだけで産業としては成立していない。
新潟県の最北端に位置する村上市で生産される村上茶は「北限の茶」として知られ、春先の寒暖差がはげしく日照時間も短い場所で栽培されるので甘味の強いお茶である。
あらためて、日本の主な茶の産地およびその地域ブランド名を南のほうから列挙すると、鹿児島県（かごしま茶）、熊本県（熊本茶）、宮崎県（宮崎茶）、佐賀県（嬉野茶）、福岡県（八女茶）、京都府宇治（宇治茶）、奈良県（大和茶）、三重県（伊勢茶）、滋賀県（近江茶）、岐阜県（美濃白川茶）、愛知県（西尾茶）、静岡県（静岡茶）、埼玉県（狭山茶）、茨城県（奥久慈茶）、新潟県（村上茶）となる。

## 関連人物
- 粟倉大輔
- 中村順行
- 横山俊祐